# Гомоти
Гомоти (пол. Homoty) — село в Польщі, у гміні Мельник Сім'ятицького повіту Підляського воєводства.

## Історія
У 1975—1998 роках село належало до Білостоцького воєводства.